# (3775) Ellenbeth
(3775) Ellenbeth es un asteroide perteneciente al cinturón de asteroides, descubierto el 6 de octubre de 1931 por Clyde Tombaugh desde el Observatorio Lowell, Flagstaff, Arizona, Estados Unidos.

## Designación y nombre
Designado provisionalmente como 1931 TC4. Fue nombrado Ellenbeth en homenaje a "Ellen Elizabeth Willboughy", abuela del descubridor.